# Seznam hradů v Jihočeském kraji
Seznam hradů nacházejících se v Jihočeském kraji, seřazených podle abecedy:

## B
- Bavorov
- Bechyně
- Beistein
- Bílkov
- Blatná
- Borotín
- Boršov
- Budeč
- Buzice

## Č
- Český Krumlov

## D
- Dívčí kámen
- Dobronice

## F
- Fuglhaus

## H
- Hausberk
- Helfenburk u Bavorova
- Hluboká
- Hrad na Stožecké skále
- Hrádek nad Podedvorským mlýnem
- Hrádek u Purkarce
- Hrádek u Ostrova
- Hrádek u Trhových Svin
- Hus

## Ch
- Choustník

## J
- Jindřichův Hradec

## K
- Kamenná věž
- Kardašova Řečice
- Kotnov (též Hradiště)
- Kozí Hrádek
- Krumvald
- Křikava
- Kuglvajt
- Kunžvart

## L
- Landštejn
- Ledenice
- Lomnice nad Lužnicí
- Louzek

## M
- Maškovec
- Mladá Vožice
- Myšenec

## N
- Netolice
- Nová Bystřice
- Nové Hrady

## O
- Orlík
- Ostrolovský Újezd

## P
- Písek
- Poděhusy
- Pomezí
- Pořešín
- Příběnice
- Příběničky

## R
- Rožmberk

## S
- Skalice
- Soběslav
- Sokolčí
- Strakonice
- Stráž nad Nežárkou
- Střela

## Š
- Šelmberk

## T
- Trhové Sviny
- Třeboň
- Týn nad Vltavou

## U
- Údolský hrádek
- Újezdec

## V
- Velešín
- Vimperk
- Vitějovice
- Vitějovice (též Osule)
- Vítkův hrádek
- Vítkův kámen

## Z
- Zvíkov